# Claude Taruffi
Pour les articles homonymes, voir Taruffi.
Claude Taruffi est un ancien footballeur professionnel français né le 30 avril 1959 à Moyeuvre. Il évoluait au poste de défenseur.

## Carrière
Claude Taruffi commence sa carrière sous les couleurs du FC Metz, en première division, club avec lequel il ne dispute 8 matchs en quatre saisons. 
Il porte ensuite les couleurs du Besançon Racing Club et du Quimper CFC, puis celles du MUC 72, où il met un terme à sa carrière en 1988. 